# باد مثل بادکنک
باد مثل بادکنک یک مجموعه تلویزیونی محصول سال ۱۳۷۳ به کارگردانی و تهیه‌کنندگی محمدباقر خسروی، نویسندگی می‌باشد که از شبکه پخش شد.

## بازیگران
- نعمت‌الله گرجی
- محمدعلی ورشوچی
- کاظم افرندنیا
- عزت‌الله رمضانی‌فر
- فریبا سلطانی
- مهری ودادیان
- محسن غفوری
- خدیجه ارشدی
- شمسی کاظمی
- ضیا شجاعی‌مهر
- فریده امینی